# Calliophis bibroni
Calliophis bibroni är en ormart som beskrevs av Jan 1858. Calliophis bibroni ingår i släktet Calliophis och familjen giftsnokar. IUCN kategoriserar arten globalt som livskraftig. Inga underarter finns listade.
Arten förekommer i Västra Ghats samt i andra bergstrakter i Indien. Den lever i skogar och på odlingsmark med träd. Calliophis bibroni jagar främst mindre ormar av familjen sköldsvansormar (Uropeltidae).